# تلعماره
تلعماره (به عربی: تلعمارة) یک روستا در سوریه است که در ناحیه سنجار واقع شده‌است. تلعماره ۵۶۵ نفر جمعیت دارد.